# Dawid Dawidian
Dawid Rudikowicz Dawidian (ros. Давид Рудикович Давидян; ur. 14 grudnia 1997 w Niżnym Nowogrodzie) – rosyjski piłkarz grający na pozycji prawego skrzydłowego w klubie FK Chimki. Wychowanek Olimpijca Niżny Nowogród.

## Sukcesy
Ararat Moskwa
- Mistrzostwo Rosyjskiej Drugiej Dywizji: 2017/2018

Ararat-Armenia Erywań
- Mistrzostwo Armenii: 2018/2019

Alaszkert Erywań
- Mistrzostwo Armenii: 2020/2021